# M39增強型精確射手步槍
M39增強型精確射手步槍（EMR或M39 EMR，北約貯存編號：1005-01-553-5196）是美國海軍陸戰隊（USMC）於2008年以M14自動步槍的衍生型M14 DMR改裝的7.62×51毫米半自動精確射手步槍，目前唯一用戶為美國海軍陸戰隊，並計劃取代2001年開發的M14 DMR。
EMR目前配發的彈藥為M118LR 175格令遠程狙擊彈，基本型的EMR（不計算彈匣、背帶、兩腳架、清潔用具、消聲器）重量為13磅（5.9公斤）。

## 規格
以下是DMR與EMR的分別：
- 槍托：伸縮式金屬槍托裝有可調式貼腮板及可調式槍托底板，DMR原有的手槍式握把亦作改良，EMR版本更為舒適。
- 瞄準鏡：機匣上具有四條MIL-STD-1913導軌，可安裝各種對應此導軌的瞄準鏡及影像裝置，原本為M40A3狙擊步槍配發的M8541偵察狙擊手日用瞄準鏡（Scout Sniper Day Scope，SSDS）現已成為EMR的套件之一。
- 兩腳架：EMR所採用的改良型兩腳架比哈里斯（Harris）S-L兩腳架更為耐用。

## 實戰應用
EMR的實戰應用與DMR相同，主要裝備美國海軍陸戰隊的精確射手及沒有偵察狙擊手的小隊作快速精確射擊，而根據任務需要，偵察狙擊手有時亦會裝備EMR作為主要武器以提供比手動步槍更快速的射擊速率。EMR亦是爆炸物處理小隊的引爆用途。